# مندوكة بوليفية
مندوكة بوليفية (الاسم العلمي: Manduca boliviana) هي نوع من الحشرات تتبع جنس المندوكة من فصيلة العثث الأبو الهول.